# Le Hasard et l'Amour
 (juillet 2025).
Pour plus de détails, voir Fiche technique et Distribution.
Le Hasard et l'Amour est un court métrage français muet réalisé par Max Linder en 1915.

## Résumé
Comme le père de Lili est atteint d'un rhume chronique, il décide que sa fille n'épousera qu'un docteur. Max se fait passer pour tel et organise un faux évanouissement pour l'aborder. Tout se passe bien jusqu'au moment où le père découvre la supercherie. Les deux amoureux séparés deviennent neurasthéniques. Leurs deux médecins respectifs conseillent à ceux-ci de changer d'air et de se rendre sur la Riviera. La jeune fille décide de partir en canot à moteur en mer accompagné du chien que son père lui a acheté. Mais le bateau tombe en panne en pleine mer. Lili griffonne un message qu'elle donne au chien et celui-ci se jette à la mer. Max, lui, tente de se suicider et au moment où il va faire le grand saut il recueille le chien muni du message. Grâce à un hydravion il portera secours à Lili et il gagnera la confiance du père.

## Fiche technique
- Réalisation : Max Linder
- Conseiller technique : René Leprince
- Scénario : Max Linder
- Production : Pathé Frères
- Format : Noir et blanc - Muet - 1,33:1 - 35 mm
- Genre : Comédie
- Durée : 240 m - 25 min 47 s
- Première présentation le : 
  -  France - 31 décembre 1915

## Distribution
- Max Linder : Max
- Lucy d'Orbel : Lili Martel
- Georges Gorby : M. Martel, le père
- (Mme Martel, la mère)
- (Le docteur Williams)
- (Le docteur Perval)
- (Le domestique de Max)
- (Le bagagiste sur le quai)
- (Le personnel de l'hôtel)
- (Le chien)
- (Le préposé au canot)
- (Deux personnes de l'aéroclub)